# Noiron-sur-Seine
Noiron-sur-Seine – miejscowość i gmina we Francji, w regionie Burgundia-Franche-Comté, w departamencie Côte-d’Or. Przez miejscowość przepływa Sekwana. 
Według danych na rok 1990 gminę zamieszkiwało 98 osób, a gęstość zaludnienia wynosiła 9 osób/km² (wśród 2044 gmin Burgundii Noiron-sur-Seine plasuje się na 812. miejscu pod względem liczby ludności, natomiast pod względem powierzchni na miejscu 868.).